# Hasan Durtuluk
Hasan Ali Durtuluk (* 1. Januar 1989 in Bozkır) ist ein türkischer Fußballspieler.

## Karriere

### Verein
Durtuluk begann hier mit dem Vereinsfußball in der Jugend von Eroğluspor und kam über die Jugend von Damlaspor zur Jugendabteilung İstanbul Büyükşehir Belediyespor. Im Winter 2007 erhielt er hier einen Profivertrag, spielte aber weiterhin für die Reservemannschaft. Die Saison 2008/09 wurde er an Oyak Renault SK ausgeliehen. Anschließend befand er sich bis zum Frühjahr 2011 im Profikader von İstanbul BB und kam oft zum Einsatz. Im Frühjahr 2011 wurde er an den Zweitligisten Tavşanlı Linyitspor ausgeliehen und am Saisonende an Körfez FK.
Zum Frühjahr 2012 wechselte er als Leihspieler zum Drittligisten Bugsaş Spor und im Sommer 2012 zum Süper-Lig-Absteiger Manisaspor. Nachdem er für diesen Verein eineinhalb Spielzeiten aktiv gewesen war, trennte er sich vom Verein im Frühjahr 2014 nach gegenseitigem Einvernehmen. Wenig später unterschrieb er beim Drittligisten Göztepe Izmir einen Vertrag über 1,5 Spielzeiten.

### Nationalmannschaft
Durtuluk spielte 2007 zweimal für die türkische U-19-Nationalmannschaft.